# Onthophagus jalapensis
Onthophagus jalapensis är en skalbaggsart som beskrevs av Vladimir Balthasar 1939. Onthophagus jalapensis ingår i släktet Onthophagus och familjen bladhorningar. Inga underarter finns listade i Catalogue of Life.